# Lloyd Cole
Lloyd Cole (Buxton (Derbyshire), 31 januari 1961) is een Engelse popmuzikant, singer-songwriter uit Glasgow die samen met zijn band Lloyd Cole & the Commotions enige hits heeft gescoord, zoals "Perfect Skin" en "Rattlesnakes", in het midden van de jaren 80 (van 1984 tot 1989). De melancholische stijl van zijn muziek in die jaren doet denken aan The Smiths, een andere band die ook in deze new wave-periode bekendheid verwierf.

## Biografie
In 1982 vormde Lloyd Cole de band The Commotions met Blair Cowan op keyboards, Lawrence Donegan op basgitaar, Neil Clark op gitaar en Stephen Irvine op drums. De bandleden leerden elkaar kennen op Glasgow University waar Cole filosofie en Engels studeerde. In 1984 brengen ze hun debuutalbum Rattlesnakes uit bij Polydor. In de teksten van de nummers van dit album staan verwijzingen naar personen uit de literatuur, de filmgeschiedenis en de populaire cultuur. Voorbeelden zijn Eve Marie Saint, Simone de Beauvoir, Norman Mailer, Greta Garbo en Grace Kelly. In 1986 en 1987 volgden respectievelijk Easy Pieces en Mainstream.
In 1988 besloot Cole om solo verder te gaan na artistieke onenigheden met de band. Hij ging in 1990 naar New York en nam platen op met Fred Maher en Robert Quine. In 1990 bracht hij het album Lloyd Cole uit. In 1991 volgde Don't get weird on me, babe (naar een citaat van de Amerikaanse schrijver Raymond Carver). Kant 2 van deze plaat is in dezelfde stijl als Lloyd Cole, maar de nummers op kant 1 hebben een licht klassieke begeleiding gedirigeerd door Paul Buckmaster. Hoewel dit album door critici goed werd ontvangen, vielen de verkoopcijfers tegen. Hiermee begon voor Cole een reeks wisselingen van platenmaatschappijen.
In 1993 volgde Bad Vibes, waarop Cole samenwerkt met Adam Peters. Dit album kenmerkt zich door stevig elektrisch gitaarspel. Een enkele keer wordt het psychedelisch (bijvoorbeeld in Wild Mushrooms).
Love Story uit 1995 heeft een minimale, veelal akoestische begeleiding. Voor het eerst sinds tijden leverde dit album weer een (bescheiden) hit op met "Like Lovers Do".
In 2000, alweer enkele jaren zonder platencontract, nam Cole samen met de New Yorkse muzikanten Jill Sobule, Dave Derby, Mike Kotch en Rafa Maciejak onder de naam The Negatives een gelijknamige cd op, gevolgd door Etc.. Met deze cd liet Cole zich meer als folkzanger horen; een stijl die hij zich in de komende jaren steeds meer eigen zou maken.
In 2001 maakte hij echter eerst Plastic Wood, een atypisch intermezzo met elektronische ambient-muziek in de stijl van Brian Eno.
Music in a Foreign Language uit 2002 is een voortzetting van de weg die Cole was ingeslagen naar akoestische, in kleine bezetting opgenomen muziek. Sommige nummers had hij thuis rechtstreeks via zijn computer opgenomen. De muziek werd puntiger en vormde een minimale omlijsting van de teksten. De originaliteit van deze teksten krijgt hierdoor meer de aandacht, zoals bijvoorbeeld in My Other Life, waarin Cole het (cliché-)taalgebruik uit politie- en detectiveseries gebruikt om de wens weer te geven om in anonimiteit op te gaan.
In oktober 2004 werd Lloyd Cole & The Commotions tijdelijk herenigd en gaf de band enkele concerten ter gelegenheid van de 20e verjaardag van hun klassieker Rattlesnakes. In 2006 maakte Cole, opnieuw solo, Antidepressant, met nummers die gaan over het leven in de voorsteden en buitenwijken als The Young Idealists.
In 2007 volgde een drietal (deels dubbel-)cd's met liveopnamen uit 1984 (vol.1), 1985/1986 (vol.2) en 1990/1995 (vol.3).
Cole vierde in 2009 zijn 48ste verjaardag met de uitgave van Cleaning out the Ashtrays, een box van vier cd's met daarop B-kantjes, nog niet eerder gebruikt materiaal, covers en afwijkende mixen. Verder maakte hij nog twee livealbums: The Whelan en Radio Bremen. Deze cd's zijn alleen via zijn eigen website verkrijgbaar, evenals The Lloyd Cole Small Ensemble - Slaughterhouse Studios, liveopnamen van 22 januari 2010.
In 2010 bracht hij een cd uit (Broken Record) die grotendeels is voorgefinancieerd door zijn fans. Voor het eerst sinds jaren was Lloyd Cole op deze plaat weer te horen met een volledige band. Onder anderen Joan As Police Woman speelt mee op Broken Record, dat overal op lovende recensies kon rekenen.
Met het album Standards uit 2013 bereikte Cole voor het eerst sinds lange tijd de Britse charts. Met de Schotse band The Leopards geeft hij een aantal concerten in Groot-Brittannië. In 2015 verscheen een box met 5 cd's en een dvd van Lloyd Cole & The Commotions: Collected Recordings 1983-1989. De box kreeg uitstekende kritieken.
Cole toert bijna doorlopend en treedt bij voorkeur akoestisch op. In 2016 en 2017 doet hij dat samen met zijn zoon William Cole. Vader en zoon trekken de wereld rond om de vroege liedjes van Cole tussen 1983 en 1996 ten gehore te brengen.
In juli 2019 verschijnt het elektronisch klinkende album Guesswork, dat lovend wordt ontvangen door pers en publiek. In Violins, Night Sweats en Moments And Whatnot bevat het album typische Cole-songs. Aansluitend gaat Cole op tournee met oud-Commotion Neil Clark onder de noemer From Rattlesnakes To Guesswork 2019-2020. 
In 2023 verschijnt wederom een elektronisch klinkend album: On Pain. Het wordt voorafgegaan door de single en video Warm By The Fire. Ook Wolves en The Idiot verschijnen als single. 

## Discografie
- Rattlesnakes (1984)
- Easy Pieces (1986)
- Mainstream (1987)
- Lloyd Cole (1990)
- Don't Get Weird on Me Babe (1991)
- Bad vibes (1993)
- Love story (1995)
- Negatives (1998)
- Etc (1999)

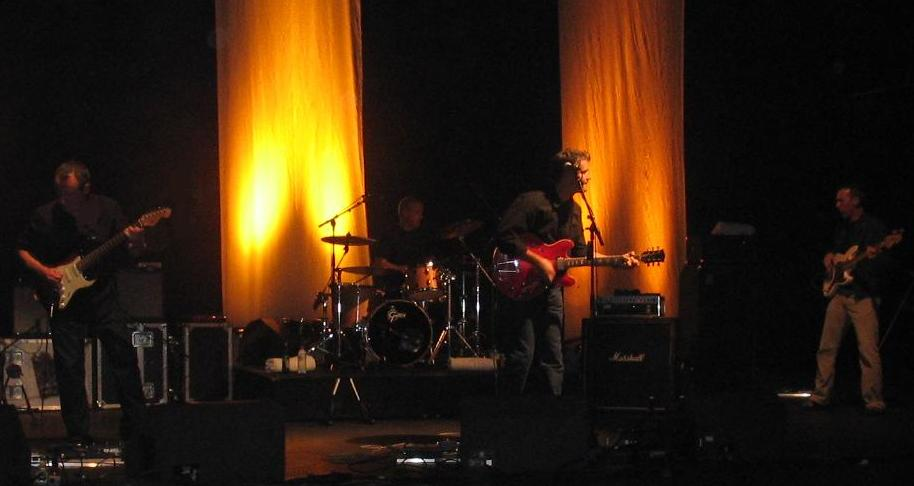
Lloyd Cole & The Commotions tijdens een reünie-concert op 15 oktober 2004 in Londen

- Music in a Foreign Language (2002)
- Rattlesnakes DeLuxe Edition (2004)
- Lloyd Cole & The Commotions live at the Apollo Hammersmith (2004)
- Antidepressant (2006)
- Cleaning out the ashtrays (2009)
- Radio Bremen (2009)
- The Whelan (2009)
- The Lloyd Cole Small Ensemble - Slaughterhouse Studios 01/22/2010 (2010)
- Broken Record (2010)
- Standards (2013)
- Lloyd Cole and the Commotions - Collected Recordings 1983-1989 [5 CD box] (2015)
- Lloyd Cole in New York - Collected Recordings 1988-1996 [6 CD box] (2017)
- Guesswork (2019)
- On Pain (2023)

## Thema's en bijzondere uitgaven
Terugkerende thema's in het werk van Lloyd Cole zijn perikelen rond liefde en relaties, roken en drinken, vrouwen met een pistool (Rattlesnakes, Trigger Happy), geneesmiddelen (Lost Weekend, Antidepressant) en de behoefte zich aan sociale verplichtingen te onttrekken (People Ain't No Good, Shelf Life).
Lloyd Cole & The Commotions horen bij de weinige artiesten die verschillende cd-video's op de markt hebben gebracht.

## Privéleven
Lloyd Cole woont met zijn Amerikaanse vrouw in Easthampton in de staat Massachusetts. Zij hebben samen twee zonen.